# Escola Popular de Guerra
L'Escola Popular de Guerra de Catalunya va ser un centre de formació militar creat per la Generalitat de Catalunya el 3 de setembre de 1936 amb l'objectiu de formar futurs instructors de guerra.
El bàndol republicà no tenia gaires comandaments intermedis, ja que molts dels tinents i capitans de l'exèrcit espanyol s'havien sublevat amb el bàndol nacional liderat per Franco. Les derrotes en diverses batalles van fer créixer la necessitat d'una formació formal en àmbit militar. Va funcionar entre 1936 i el maig de 1937, quan el Govern de la República la va absorbir dins de la seva estructura.